# Ricardo Blanco (arquitecto)

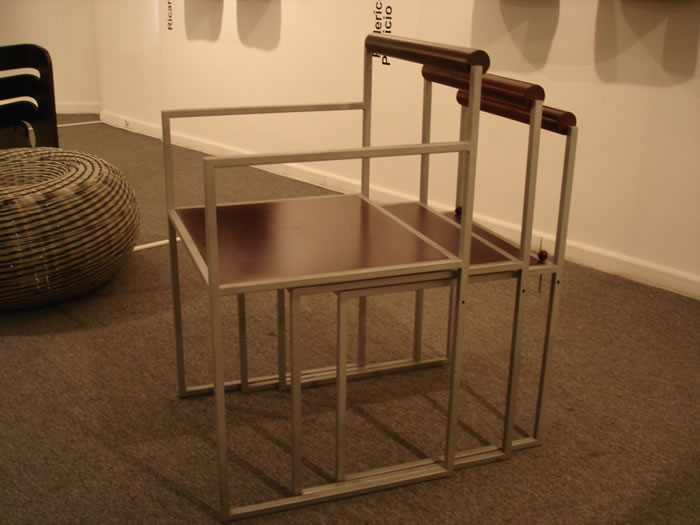
Silla apilable expuesta en el Centro Cultural Borges en Buenos Aires.

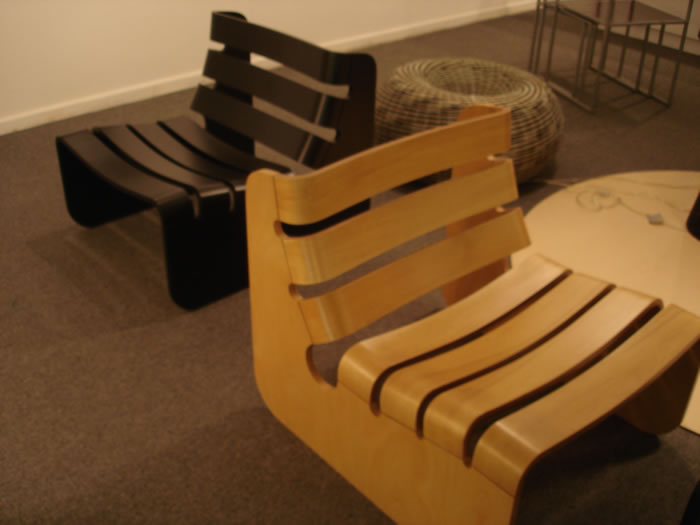
Silla construida con madera curvada, expuesta en el Centro Cultural Borges en Buenos Aires.

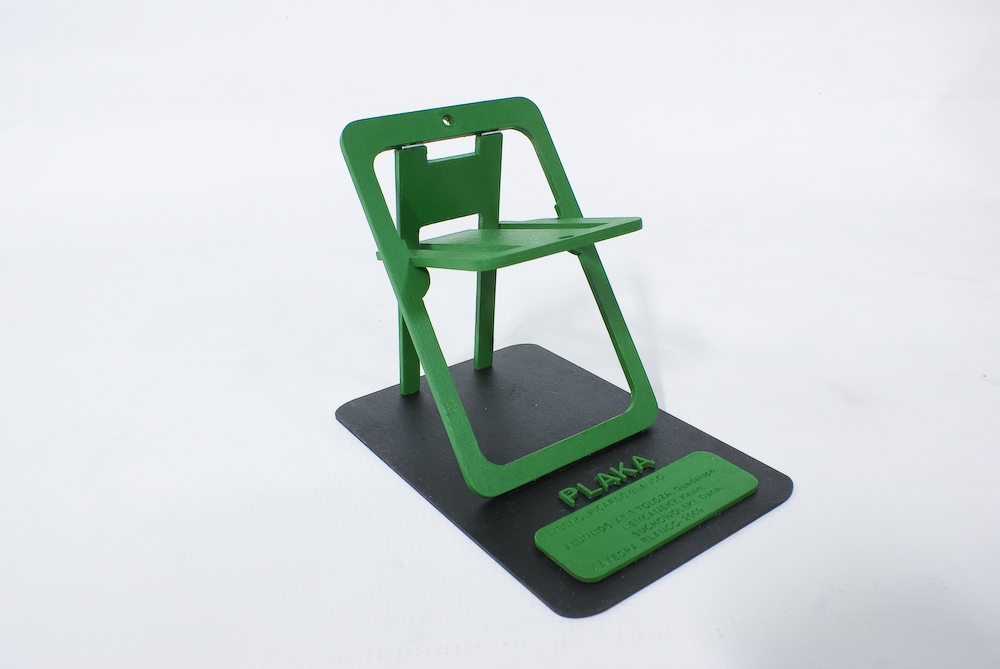
Maqueta a escala de la silla plegable Plaka, diseñada en 1972. Está construida a partir de una única pieza de madera que al plegarla se convierte en una plancha delgada.

Ricardo Blanco (*16 de julio de 1940 en Buenos Aires, Argentina - 11 de septiembre de 2017 en Buenos Aires, Argentina), fue un reconocido arquitecto dedicado al diseño industrial. En su carrera alcanzó un protagonismo tal, que lo llevó a proyectarse internacionalmente como uno de los principales referentes del diseño argentino. Es famoso por sus diseños de mobiliario, particularmente, ha creado una innumerable cantidad de sillas y sillones, todas con un diseño innovador y transgresor. Se recibió de arquitecto en 1967 en la Universidad de Buenos Aires. Al año siguiente comenzó su labor profesional en la firma Stilka. Allí pudo desarrollar productos sobre la base de tecnologías no convencionales como el laminado en madera. 
En 1972 tras su alejamiento de esta empresa, fundó EH (Equipamiento de Hoy) junto a otros dos arquitectos. Desde ese momento también comenzó a realizar trabajos en forma independiente para Lañin, una empresa fabricante de sillas tradicionales en madera. Luego Indumar, le permitió realizar más de cien diseños de sillas y sillones, algunos con carácter experminetal, como la silla plegable Plaka y el sillón Skel. Con estos desarrollos, la empresa pudo posicionarse mejor en el mercado. Durante varios años continuó trabajando en el desarrollo de equipamientos para varias empresas del medio como Zbar y Venier.
En 1982 fue distinguido por el CAyC (Centro de Arte y COmunicación) con el Premio Lápiz de Plata al Diseñador de Muebles. En 1983 funda Visiva junto a los diseñadores Hugo Kogan y Reinaldo Leiro, una empresa que produjo muebles únicos. En esta oportunidad, produjo diseños de alto contenido estético, emparentado con la corriente del nuevo diseño milanés y el Grupo Memphis. En 1992 diseñó el conjunto de mobiliario para la Biblioteca Nacional, en Buenos Aires.
Durante su carrera no sólo diseñó mobiliario, también trabajó para empresas de electrodomésticos, produciendo línea blanca, teléfonos y un brazo robótico para producción. Fue el autor del diseño de un tren y un premetro para Materfer en Córdoba, Argentina y cruceros particulares para el astillero Río Dulce.
Desde 1968 se dedicó ininterrumpidamente a la docencia del diseño industrial en las universidades de La Plata, Mendoza, Buenos Aires y esporádicamente en Córdoba, Chaco y San Juan. Desde 1986 hasta su fallecimiento, fue director, docente y profesor consulto de la carrera de diseño industrial en la UBA. Fue autor de los libros Cinco enfoques sobre el hábitat , Crónicas del Diseño Industrial y Sillopatía, entre otros. Su último texto, Diseñador, fue presentado en agosto de 2017. Además fue autor de numerosos artículos publicados en revistas nacionales y extranjeras. Sus conferencias y escritos brindaron importantes aportes para la definición del rol del diseño y del diseñador en el mundo actual.
Fue miembro de número y presidente de la Academia Nacional de Bellas Artes de Argentina. En 1992 obtuvo el Diploma al Mérito de los Premios Konex en la disciplina Diseño Industrial, y luego el Konex de Platino en 2002.
Falleció el 11 de septiembre de 2017 por causa de una enfermedad terminal. Dejó un amplio legado académico como formador de un campo intelectual para el Diseño Industrial, en Argentina y América Latina.